# جیمی کوئین
جیمی کوئین (انگلیسی: Jimmy Quinn؛ زادهٔ ۱۸ نوامبر ۱۹۵۹) بازیکن فوتبال اهل ایرلند شمالی بود.
از باشگاه‌هایی که در آن بازی کرده‌است می‌توان به باشگاه فوتبال ای‌اف‌سی بورنموث، باشگاه فوتبال بلکبرن روورز، باشگاه فوتبال پیتربورو یونایتد، باشگاه فوتبال سوئیندون تاون، باشگاه فوتبال شروزبری تاون، باشگاه فوتبال هرفورد یونایتد، باشگاه فوتبال وستهام یونایتد، باشگاه فوتبال هایوورث تاون، باشگاه فوتبال لستر سیتی، باشگاه فوتبال ردینگ، باشگاه فوتبال کونگلتون تاون، باشگاه فوتبال نانت‌ویچ، باشگاه فوتبال نورتویچ ویکتوریا، و باشگاه فوتبال برادفورد سیتی اشاره کرد.
وی همچنین در تیم ملی فوتبال ایرلند شمالی بازی کرده‌است.